# Zespół Szkół Elektrycznych we Włocławku
Zespół Szkół Elektrycznych we Włocławku – zespół szkół, na który składają się Zasadnicza Szkoła Zawodowa nr 3, Technikum nr 4, Liceum Profilowane nr IV, Technikum Uzupełniające nr 5, Technikum dla Dorosłych nr 3 oraz Szkoła Policealna nr 4.

## Historia
Historia Zespołu Szkół Elektrycznych rozpoczyna się w 1970 roku, kiedy w Zespole Szkół Zawodowych nr 8 powstały klasy o profilu elektrycznym. Na bazie tych klas w roku 1971 utworzono Technikum Elektryczne. Szkole wprowadzającej nowy kierunek kształcenia nadano imię gen. A. Zawadzkiego (akr nadania imienia anulowano w 1991r.), ale była ona wciąż integralną częścią ZSZ nr 2 mieszczącego się przy ulicy Nowomiejskiej. Wkrótce liczba klas zaczęła wzrastać i koniecznym stało się wyodrębnienie samodzielnej szkoły elektrycznej, skupiającej kierunki elektryczne występujące dotąd w różnych włocławskich szkołach średnich.

## Profile kształcenia
Zespół Szkół Elektrycznych nr 1 im. gen. A. Zawadzkiego jako samoistna placówka oświatowa powołany został zarządzeniem z 15 lutego 1974 r. W tym samym roku szkoła została przeniesiona do nowo oddanego obiektu przy ul. Toruńskiej 77/83, który powstał jako instytucja towarzysząca budowie Zakładów Azotowych „Włocławek”. W założeniu miał to być zespół szkół zawodowych z dominującymi kierunkami elektrycznymi i mechanicznymi. Względy organizacyjne wymogły jednak podział na dwie odrębne placówki - Zespół Szkół Elektrycznych i Zespół Szkół Mechanicznych.
W roku powstania Zespół Szkół Elektrycznych tworzyły:
- Technikum Elektryczne
- Zasadnicza Szkoła Elektryczna
- Zasadnicza Szkoła Elektryczna Dokształcająca
- Liceum Zawodowe
- Policealne Studium Zawodowe
- Technikum dla dorosłych

W kolejnych latach dołączyły do nich:
- Technikum Elektroniczne
- Technikum Informatyczne
- Liceum Techniczne
- Liceum Profilowane

Od lat dziewięćdździesiątych dominujące wcześniej kierunki elektryczne ustępują elektronicznym i informatycznym.
W ciągu 40 lat istnienia szkoły młodzież kształciła się w specjalnościach:
- Elektryczna i elektroniczna Automatyka przemysłowa
- Elektromechanika ogólna
- Elektroenergetyka
- Telekomunikacja
- Elektronika ogólna
- Energoelektronika
- Eksploatacja sprzętu informatycznego
- Elektroniczne maszyny i systemy cyfrowe
- Maszyny i aparaty elektryczne
- Elektromechanik urządzeń przemysłowych
- Energetyka cieplna
- Elektromechanik sprzętu gospodarstwa domowego

## Gmach
Obiekt, w którym od 1974 r. funkcjonuje Zespół Szkół Elektrycznych, choć budowany z rozmachem miał wiele braków. Pomieszczenia warsztatów szkolnych oddano do użytku dopiero rok później, w 1975 roku, basen szkolny  uruchomiono w 1981 roku, zaś budowę nowoczesnej sali gimnastycznej rozpoczęto w 2009 r. (uroczyste otwarcie w roku 2010). Na terenach należących do szkoły powstały też nowe boiska ze sztuczną nawierzchnią do gry w piłkę siatkową, ręczną i do tenisa ziemnego (2007 r.). W 2009 r. w ramach projektu „Moje boisko. Orlik 2012„ wybudowano przy szkole nowe boiska sportowe, a w 2011 zakończono wymianę stolarki okiennej, ocieplanie i odnowienie elewacji szkoły.

## Nauczyciele i uczniowie
Szkołą kierowali następujący dyrektorzy:
- Witold Pac (1974–1976)
- Tadeusz Głuszkowski (1976–1982)
- Jan Konieczny (1982–1991)
- Leon Kujawa (1991–2000)
- Jan Stryjek (2000–2006)
- Piotr Człapiński (2006 - do chwili obecnej)

Kadrę pedagogiczną stanowi około 60 nauczycieli z pełnym przygotowaniem do pracy w zawodzie, często posiadających uprawnienia do nauczania kilku przedmiotów. 23 nauczycieli posiada uprawniania egzaminatorów egzaminów maturalnych i egzaminów z przygotowania zawodowego. Szkoła bierze udział w innych projektach ogólnopolskich, regionalnych i wewnętrznych. Od roku 2010 realizuje eksperyment pedagogiczny „Modyfikacja kształcenia w zawodzie technik teleinformatyk w oparciu o lokalne porozumienie interesariuszy, we współpracy z Politechniką Łódzką”.